# Općina Brezovica
Općina Brezovica (slo.: Občina Brezovica) je općina u središnjoj Sloveniji u pokrajini Notranjskoj i statističkoj regiji Središnja Slovenija. Središte općine je naselje Brezovica pri Ljubljani s 2.321 stanovnikom. 

## Zemljopis
Općina Brezovica nalazi se u središnjem dijelu države, jugozapadno od Ljubljane. Južni dio općine je brdsko-planinski (planina Krim), dok se sjeverni spušta u Ljubljansko barje.
U općini vlada umjereno kontinentalna klima. Najvažnija voda u općini je Ljubljansko barje, iz koga ističe rijeka Ljubljanica.

## Naselja u općini
Brezovica pri Ljubljani, Dolenja Brezovica, Gorenja Brezovica, Goričica pod Krimom, Jezero, Kamnik pod Krimom, Notranje Gorice, Planinca, Plešivica, Podpeč, Podplešivica, Preserje, Prevalje pod Krimom, Rakitna, Vnanje Gorice, Žabnica

## Vanjske poveznice
- Službena stranica općine